# Piazzale Loreto
Piazzale Loreto er et større torv i Milano, Italien.
Navnet Loreto refererer også i en bredere forstand til distriktet der omkranser pladsen, der er en del af den administrative Zone 2 i den nordøstlige bydel. Navnet "Loreto" stammer fra en gammel helligdom, der tidligere var beliggende på stedet, og som var viet til Vor Frue af Loreto (en by i den anconske provins).
Den milanesiske metros Loreto stations linje 1 ligger delvist under pladsen og er en vigtig videre forbindelse til nettets linje 2. Spor og perroner til sidstnævnte er dog ikke beliggende på selve stationen, men befinder sig i stedet på den nærliggende plads Piazza Argentina.

## Historisk
Piazzale Loreto var skueplads for en af de mest kendte begivenheder i moderne italiensk historie, nemlig den offentlige fremvisning af den fascistiske leder Benito Mussolinis lig den 29. april 1945. Dagen før blev Mussolini, hans elskerinde Clara Petacci, samt en gruppe højtstående fascister, fanget og henrettet af partisaner tæt ved den nærliggende Comosø. Deres kroppe blev fragtet til pladsen i Milano og hængt med hovedet nedad fra en Esso-benzinstation. Samme dag blev den højtstående fascistiske leder, Achille Starace, bragt til pladsen, hvor han blev forevist Mussolinis lig, inden han også selv blev skudt. Liget af Starace blev efterfølgende hængt op ved siden af Mussolini. Kroppene blev affotograferet, imens folkemængden luftede deres vrede mod dem.
Fremvisningen af kroppene fandt sted på den samme plads, hvor fascistiske grupper blot et år forinden havde fremvist ligene af femten milanesiske civilister (de såkaldte "Martyrer fra Piazzale Loreto"), hvem de repressivt havde dræbt som modsvar til partisansk oprørsaktivitet. Pladsen blev dengang kendt som "Piazza Quindici Martire" til ære for de henrettede.
Efter krigen blev pladsens udseende ændret markant for at kunne facilitere den stigende trafik til og fra byen, hvorfor det nu er vanskeligt at lokalisere det præcise sted hvor hængningerne fandt sted.
45°29′10″N 9°13′00″Ø / 45.486231°N 9.216767°Ø